# Piano Seven
 (décembre 2022).
Si vous disposez d'ouvrages ou d'articles de référence ou si vous connaissez des sites web de qualité traitant du thème abordé ici, merci de compléter l'article en donnant les références utiles à sa vérifiabilité et en les liant à la section « Notes et références ».
Piano Seven est un groupe de musique formé de 7 pianistes jouant sur 7 pianos à queue. Fondé en 1986 à Lausanne (Suisse) par François Lindemann, le groupe a donné plus de 150 concerts en Suisse, en France, au Liban, au Brésil et en Asie. Cet ensemble continue de tourner dans le monde et crée un nouveau spectacle tous les 3 ans en incluant des invités tels un accordéoniste, un violoncelliste, un percussionniste ou un violoniste.